# 머릿니

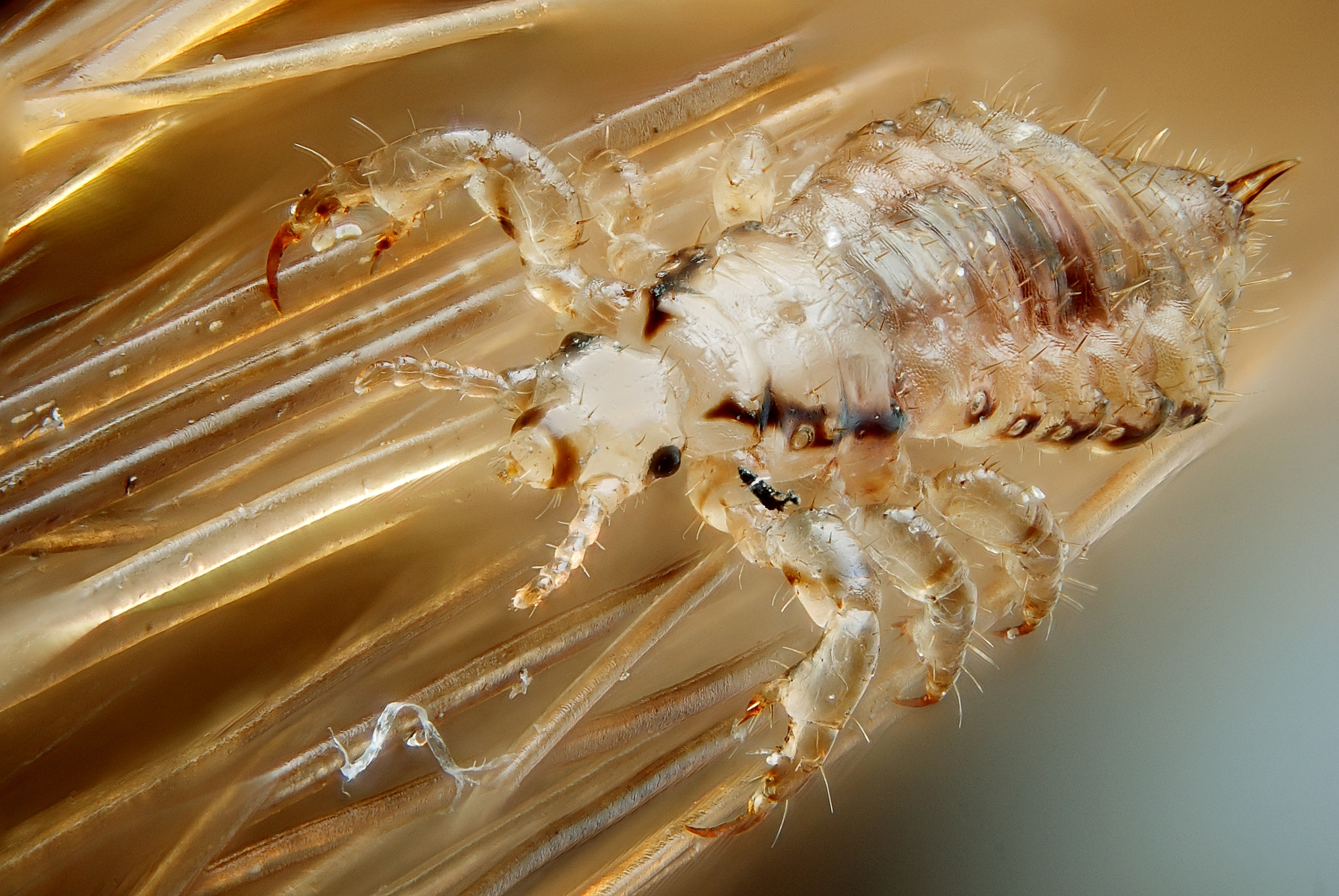
머릿니.

머릿니(Pediculus humanus capitis), 머리이는 잇과의 곤충의 하나로 사람에게 머릿니 기생증을 일으키는 절대 기생물이다.
머릿니는 날개가 없는 곤충으로, 인간의 두피에서 자신의 모든 삶을 보내며 사람의 피를 먹고 산다. 인간이 현재 알려져 있는 유일한 숙주이지만 침팬지는 밀접히 관련된 종 Pediculus schaeffi의 숙주이다. 다른 종의 이는 대부분의 목에 속하는 동물들과 모든 목에 속하는 새, 기타 인체의 일부를 감염시킨다.
이는 숙주에 모든 생활 주기를 보낸다는 점에서 벼룩 등의 흡혈 체외 기생충과는 다르다. 머릿니는 날 수 없으며 짧고 뭉툭한 다리로 인해 점프가 불가능하며 심지어는 평평한 표면 위에서 효율적으로 걷지도 못한다.

## 분포
미국에서만 머릿니로 인해 해마다 6,000,000~12,000,000명(주로 어린이)이 치료를 받는다. 영국에서는 어린이 중 2/3가 초등학교를 떠나기 전에 적어도 한 차례의 머릿니를 경험한다. 오스트레일리아, 덴마크, 프랑스, 아일랜드, 이스라엘, 스웨덴을 포함한 전 세계 지역에서 이감염이 보고된다. 머릿니는 머리에서 떨어져 나와서도 살 수 있는데, 이를테면 베갯잎, 머리빗과 같은 부드러운 가구류나 코트 후드에 최대 48시간까지 생존할 수 있다.

## 같이 보기
- 사면발니